# Petra Smaržová
Petra Smaržová (* 4. června 1990 Valašské Meziříčí) je slovenská sjezdařka. Na zimních paralympijských hrách 2014 získala stříbrnou medaili ve sjezdovém lyžování. Má také medaile z mistrovství světa.

## Začátky
Petra Smaržová zahájila svou kariéru na mistrovství světa v Rakousku v roce 2002.
V roce 2010 se zúčastnila zimních paralympijských her v kanadském Vancouveru a v roce 2014 získala bronzovou medaili ve sjezdovém lyžování na zimních paralympijských hrách v ruském Soči. Na zimních paralympijských hrách 2018 v Jižní Koreji získala 5. místo ve slalomu, 5. místo v obřím slalomu a 6. místo v superkombinaci.
V lednu 2018 získala třetí místo ve druhém slalomu Světového poháru v Záhřebu.